# 土木局
土木局（どぼくきょく）は、戦前期の日本に存在した内務省の内部部局。1941年（昭和16年）国土局（こくどきょく）と改称され、1947年（昭和22年）まで日本の土木行政を所管した。現在の国土交通省の源流に当たる。

## 概略
明治初期における土木行政は、民部官（→民部省と改称）土木司、工部省、大蔵省土木寮など所管する省庁が二転三転してきたが、1873年（明治6年）の内務省設置により、同省に定着した。
内務省における土木行政の所管部局は、1873年（明治6年）土木寮、1877年（明治10年）土木局、1941年（昭和16年）国土局と名称を変えている。
1947年（昭和22年）12月31日の内務省解体・廃止に伴い、内務省国土局は戦災復興院と合体して建設院となり、1948年（昭和23年）建設省となった。

## 組織

### 1886年（明治19年）時点
（事務系）
- 治水課
- 道路課

（技術系）
- 計算課

事務系官僚と技術系官僚は完全に部署が分かれていた。

### 1913年（大正2年）時点
（事務系）
- 河港課
- 道路課

（技術系）
- 技術課
- 直轄工事課
- 調査課
  - 河川・道路・砂防に関する事業の臨時調査を担当。

### 1919年（大正8年）時点
（事務系）
- 河川課
- 港湾課
- 道路課

（技術系）
- 第一技術課
- 第二技術課

工営課（直轄工事課から改称）、調査課は廃止される。

### 1938年（昭和13年）時点
（事務系）
- 河川課
- 港湾課
- 道路課

（技術系）
- 第一技術課
- 第二技術課
- 第三技術課
  - 砂防関係が第一技術課から独立。

### 1941年（昭和16年）国土局設置時点
- 総務課
- 計画課
  - 都市計画を所掌。
- 河川課
- 道路課
- 港湾課

第一〜第三技術課は廃止され、所属していた技術系官僚は各課に振り分けられる。
1943年（昭和18年）、港湾行政は新設の運輸通信省（運輸省の前身）に移管される。

## 歴代土木局長
一部の例外（古市公威、岩沢忠恭）を除き、事務官（主に東大法学部卒）が着任した。

### 土木頭
| 氏名   | 就任年月日        | 前職         | 転任先等 |
| ------ | ----------------- | ------------ | -------- |
| 林友幸 | 1874（明治7）.2.3 | 大蔵省土木頭 | 内務少輔 |

### 土木局長 （1877年（明治10年）1月　土木局と改称）
| 氏名       | 就任年月日           | 前職           | 転任先等       | 備考           |
| ---------- | -------------------- | -------------- | -------------- | -------------- |
| 石井省一郎 | 1877（明治10）.1.19  | 内務権大書記官 | 岩手県令       |                |
| 島惟精     | 1884（明治17）.2.25  | 岩手県令       | 参議院議官     |                |
| 三島通庸   | 1884（明治17）.11.21 | 福島県令       | 警視総監       |                |
| 西村捨三   | 1886（明治19）.4.27  | 沖縄県令       | 大阪府知事     |                |
| 中村孝禧   | 1889（明治22）.8.20  | 土木局次長     | 元老院議官     |                |
| 古市公威   | 1890（明治23）.6.14  | 工科大学教授   | （廃官）       | 技術系官僚     |
| 古市公威   | 1891（明治24）.8.16  | 元土木局長     | 土木技監       |                |
| 都筑馨六   | 1894（明治27）.6.22  | 内務省参事官   | （免本官）     |                |
| 古市公威   | 1896（明治29）.2.12  | （土木技監）   | （免兼官）     | 土木技監と兼任 |
| 鈴木充美   | 1898（明治31）.7.19  | （内務次官）   | （免心得）     | 心得           |
| 南部光臣   | 1898（明治31）.11.10 | （内務書記官） | （免事務取扱） | 事務取扱       |
| 田邊輝實   | 1898（明治31）.11.12 | 元三重県知事   | 宮城県知事     |                |
| 南部光臣   | 1903（明治36）.1.22  | 土木局治水課長 | （休職）       |                |
| 仲小路廉   | 1904（明治37）.6.6   | 逓信大臣官房長 | 警保局長       |                |
| 犬塚勝太郎 | 1904（明治37）.11.17 | 青森県知事     | 長崎県知事     |                |
| 水野錬太郎 | 1911（明治43）.9.14  | 内務省参事官   | （免本官）     |                |
| 久保田政周 | 1912（大正元）.12.22 | 三重県知事     | 東京府知事     |                |
| 下岡忠治   | 1914（大正3）.4.21   | （内務次官）   | （免心得）     | 心得           |
| 小橋一太   | 1914（大正3）.4.28   | 地方局長       | 内務次官       |                |
| 堀田貢     | 1918（大正7）.4.25   | 監察官         | 警視総監       |                |
| 長谷川久一 | 1922（大正11）.6.14  | 土木局河川課長 | 石川県知事     |                |
| 長岡隆一郎 | 1923（大正12）.10.25 | 都市計画局長   | 社会局長官     |                |
| 堀切善次郎 | 1924（大正13）.12.15 | 都市計画局長   | 神奈川県知事   |                |
| 次田大三郎 | 1925（大正14）.9.16  | 茨城県知事     | （休職）       |                |
| 宮崎通之助 | 1927（昭和2）.5.17   | 元愛媛県知事   | （免本官）     |                |
| 三邊長治   | 1929（昭和4）.7.5    | 岡山県知事     | 地方局長       |                |
| 丹羽七郎   | 1931（昭和6）.4.15   | 埼玉県知事     | 社会局長官     |                |
| 湯澤三千男 | 1931（昭和6）.12.18  | 宮城県知事     | 広島県知事     |                |
| 唐澤俊樹   | 1932（昭和7）.6.28   | 和歌山県知事   | 警保局長       |                |
| 廣瀬久忠   | 1934（昭和9）.7.10   | 埼玉県知事     | 社会局長官     |                |
| 岡田文秀   | 1936（昭和11）.3.13  | 衛生局長       | 長崎県知事     |                |
| 赤松小寅   | 1937（昭和12）.2.10  | 社会局労働部長 | 福岡県知事     |                |
| 安藤狂四郎 | 1937（昭和12）.11.4  | 三重県知事     | 警保局長       |                |
| 挾間茂     | 1939（昭和14）.1.11  | 茨城県知事     | 地方局長       |                |
| 山崎巌     | 1939（昭和14）.4.17  | 静岡県知事     | 警保局長       |                |
| 成田一郎   | 1940（昭和15）.1.19  | 石川県知事     | （国土局長）   |                |

### 国土局長 （1941年（昭和16年）9月　国土局と改称）
| 氏名       | 就任年月日           | 前職               | 転任先等       | 備考       |
| ---------- | -------------------- | ------------------ | -------------- | ---------- |
| 成田一郎   | 1941（昭和16）.9.6   | （土木局長）       | 地方局長       |            |
| 新居善太郎 | 1941（昭和16）.10.20 | 鹿児島県知事       | 地方局長       |            |
| 宮村才一郎 | 1943（昭和18）.7.1   | 広島県知事         | （免本官）     |            |
| 堀田健男   | 1945（昭和20）.4.21  | 防空総本部業務局長 | 静岡県知事     |            |
| 小泉梧郎   | 1945（昭和20）.9.12  | 岡山県知事         | 警保局長       |            |
| 坂千秋     | 1945（昭和20）.10.11 | （内務次官）       | （免事務取扱） | 事務取扱   |
| 岩澤忠恭   | 1945（昭和20）.10.27 | 関東土木出張所長   | 建設技監       | 技術系官僚 |

## 歴代課長

### 大正9年〜
技術課長は技官（土木系技師）、その他の課長は事務官。
| 年     | 河川課長   | 港湾課長   | 道路課長   | 庶務課長 | 第一技術課長 | 第二技術課長 | 第三技術課長 |
| ------ | ---------- | ---------- | ---------- | -------- | ------------ | ------------ | ------------ |
| T9     | 長谷川久一 | 丹羽七郎   | 佐上信一   |          | 近藤虎五郎   | 比田孝一     |              |
| T10    | 長谷川久一 | 三矢宮松   | 佐上信一   |          | 近藤虎五郎   | 比田孝一     |              |
| T11    | 山岡国利   | 松本学     | 佐上信一   | 三矢宮松 | 近藤虎五郎   | 比田孝一     |              |
| T12    | 吉村哲三   | 伊藤武彦   | 佐上信一   | 丹羽七郎 | 池田円男     | 比田孝一     |              |
| T13    | 吉村哲三   | 松本学     | 伊藤武彦   | 丹羽七郎 | 池田円男     | 金森鍬太郎   |              |
| T14    | 松本学     | 伊藤武彦   | 丹羽七郎   |          | 島重治       | 金森鍬太郎   |              |
| T15/S1 | 岡田文秀   | 伊藤武彦   | 丹羽七郎   |          | 島重治       | 金森鍬太郎   |              |
| S2     | 岡田文秀   | 清水良策   | 丹羽七郎   |          | 島重治       | 金森鍬太郎   |              |
| S3     | 岡田文秀   | 清水良策   | 丹羽七郎   |          | 島重治       | 福田次吉     |              |
| S4     | 岡田文秀   | 清水良策   | 丹羽七郎   |          | 前川貫一     | 福田次吉     |              |
| S5     | 岡田文秀   | 清水良策   | 清水良策   |          | 前川貫一     | 福田次吉     |              |
| S6     | 岡田文秀   | 松村光磨   | 清水良策   |          | 前川貫一     | 福田次吉     |              |
| S7     | 岡田文秀   | 松村光磨   | 武井群嗣   |          | 前川貫一     | 福田次吉     |              |
| S8     | 松村光磨   | 雪沢千代治 | 武井群嗣   |          | 前川貫一     | 福田次吉     |              |
| S9     | 松村光磨   | 雪沢千代治 | 武井群嗣   |          | 前川貫一     | 福田次吉     |              |
| S10    | 武井群嗣   | 雪沢千代治 | 新居善太郎 |          | 谷口三郎     | 鈴木雅次     |              |
| S11    | 武井群嗣   | 雪沢千代治 | 新居善太郎 |          | 谷口三郎     | 鈴木雅次     |              |
| S12    | 新居善太郎 | 石井政一   | 阿部邦一   |          | 鈴木雅次     | 佐藤利恭     |              |
| S13    | 沢重民     | 石井政一   | 阿部邦一   |          | 鈴木雅次     | 佐藤利恭     |              |
| S14    | 沢重民     | 高橋庸弥   | 灘尾弘吉   |          | 鈴木雅次     | 佐藤利恭     | 赤木正雄     |
| S15    | 沢重民     | 高橋庸弥   | 福本柳一   |          | 高橋嘉一郎   | 金子源一郎   | 赤木正雄     |
| S16    | 田中省吾   | 高橋庸弥   | 川上和吉   |          | 高橋嘉一郎   | 金子源一郎   | 赤木正雄     |

### 昭和17年〜
| 年  | 総務課長 | 計画課長 | 河川課長 | 道路課長 | 港湾課長 |
| --- | -------- | -------- | -------- | -------- | -------- |
| S17 | 宇佐美毅 | 川上和吉 | 宇佐美毅 | 岩沢忠恭 | 嶋野貞三 |
| S18 | 高村坂彦 | 吉富滋   | 宇佐美毅 | 岩沢忠恭 | 嶋野貞三 |